# 7907 Erasmus
7907 Erasmus è un asteroide della fascia principale. Scoperto nel 1960, presenta un'orbita caratterizzata da un semiasse maggiore pari a 2,7845364 UA e da un'eccentricità di 0,0166803, inclinata di 2,07134° rispetto all'eclittica.